# Académie suisse des sciences humaines et sociales
L’Académie suisse des sciences humaines et sociales (ASSH), (en allemand : Schweizerische Akademie der Geistes- und Sozialwissenschaften - SAGW), est l’organisation faîtière suisse des différentes sociétés scientifiques du domaine des sciences humaines et sociales.

## Histoire
C'est le 24 novembre 1946 qu'est créé à Zurich, à la demande de l'Union académique internationale et grâce au mécénat de Max Wassmer, la « Société suisse des sciences humaines » dans le but de participer à différents travaux internationaux de recherche sur les sciences humaines. Après avoir changé de nom en 1990, elle regroupe en 1998 47 sociétés et trois fondations.
Depuis juillet 2007, l'ASSH est regroupée avec ses consœurs les Académie suisse des sciences naturelles, Académie suisse des sciences médicales et Académie suisse des sciences techniques au sein de l'association stratégique baptisée Académies suisses des sciences dans le but d'« augmenter le poids de ceux qui parlent au nom de la science vis-à-vis du monde politique ».

## Organisation
Basée à Berne, l'académie dépend en grande partie du fonds national suisse de la recherche scientifique alloué annuellement par le Secrétariat d'État à l'éducation et à la recherche à l'ensemble des institutions de recherche dans le pays. En 2008 par exemple, l'académie a reçu un budget de près de 16 000 francs suisses pour mener à bien ses travaux.
Chaque année, l'assemblée des délégués réunis l'ensemble des sociétés membres de l'ASSH ; cette assemblée élit pour une durée de trois ans les membres du comité qui se réunit quatre fois par an.
Les membres de l'ASSH sont répartis en trois sections, qui regroupent respectivement les sciences linguistiques et littéraires, les sciences historiques et culturelles et enfin les sciences sociales.

## Projets
En plus de soutenir financièrement des périodiques et des monographies ainsi que des colloques et congrès scientifiques, l'ASSH travaille sur plusieurs projets, parmi lesquels le Dictionnaire historique de la Suisse, la banque de données des biens culturels suisses, infoclio.ch, Metagrid ou le Service suisse d'information et d'archivage de données pour les sciences sociales (SIDOS).